# Cephalotes pinelii
Cephalotes pinelii är en myrart som först beskrevs av Guérin-Méneville 1844.  Cephalotes pinelii ingår i släktet Cephalotes och familjen myror. Inga underarter finns listade.